# NGC 245
NGC 245 ist eine Spiralgalaxie mit hoher Sternentstehungsrate vom Hubble-Typ Sb im Sternbild Walfisch südlich der Ekliptik. Sie ist schätzungsweise 186 Millionen Lichtjahre von der Milchstraße entfernt und hat einen Durchmesser von etwa 70.000 Lichtjahren. Gemeinsam mit sechs weiteren Galaxien bildet sie dei NGC 271-Gruppe (LGG 13).
Im selben Himmelsareal befindet sich u. a. die Galaxie NGC 227.
Das Objekt wurde am 1. Oktober 1785 von dem deutsch-britischen Astronomen Wilhelm Herschel entdeckt.